# Čudovišta sa sveučilišta
Čudovišta sa sveučilišta (engl. Monsters University) američki je 3D računalno-animirani film studija Pixar iz 2013. godine. Predstavlja prednastavak filma Čudovišta iz ormara i ujedno je prvi prednastavak u povijesti Pixara.
Radnja prati glavne likove iz prvog dijela filma, čudovišta Sale i Mate, tijekom prve godine studija na prestižnom Univerzitetu za monstrume. Iako je ubrzo nakon upoznavanja među njima došlo do velikog rivalstva, splet okolnosti ih tjera da surađuju i vremenom postaju najbolji prijatelji. Nekoliko glumaca iz filma Čudovišta iz ormara ovdje ponovno posuđuju glasove, uključujući Johna Goodmana i Billyja Crystala kojima su još jednom povjerene uloge Sale i Mate.
Film je naišao na pozitivan prijem kod kritičara, a po zaradi je uspio premašiti prvi dio i bio je 7. na listi najprofitabilnijih filmova 2013.

## Uloge
- John Goodman – Sale
- Billy Crystal – Mate
- Steve Buscemi – Rendal Bogs
- Helen Mirren – dekanica Abigail Hardscrabble
- Peter Sohn – Skot "Skviši" Skvibels
- Joel Murray – Don Karlton
- Sean Hayes – Terri
- Dave Foley – Terry
- Charlie Day – Art
- Alfred Molina – profesor Derek Knight
- Tyler Labine – Brok Pirson
- Nathan Fillion – Johnny
- Aubrey Plaza – Kler Viler

## Vanjske poveznice
- Čudovišta sa sveučilišta u internetskoj bazi filmova IMDb-a
- Službena stranica filma  Arhivirana inačica izvorne stranice od 4. srpnja 2016. (Wayback Machine)